# یان گوییو
یان گوییو (فرانسوی: Yann Guyot‎؛ زادهٔ ۲۶ فوریهٔ ۱۹۸۶) دوچرخه‌سوار اهل فرانسه است.
از باشگاه‌هایی که در آن رکاب زده‌است می‌توان به تیم دوچرخه‌سواری آرمی دو تر اشاره کرد.